# 玉井菜採
玉井 菜採（たまい なつみ、1972年2月24日 - ）は、京都府生まれ・滋賀県育ちのヴァイオリン奏者。東京芸術大学音楽学部教授。

## 略歴
4歳からヴァイオリンを始める。桐朋女子高等学校音楽科を経て桐朋学園大学卒業。東儀祐二、小国英樹、久保田良作、立田あづさ、和波孝禧に師事。1993年、サントリーホールにおいて、東京デビューリサイタルを行う。同大学卒業後、アムステルダムのスヴェーリンク音楽院でヘルマン・クレバースに師事、ミュンヘン国立音楽大学でアナ・チェマチェンコに師事。2000年、同大学マイスタークラスを卒業。
日本およびヨーロッパにおいて、リサイタル、室内楽を行っている。また、紀尾井ホール室内管弦楽団（旧・紀尾井シンフォニエッタ東京）のコンサートマスター、アンサンブルofトウキョウのソロ・ヴァイオリニスト、東京クライスアンサンブルのメンバーとして活動している。
2002年から東京芸術大学専任講師、2005年4月から同大学助教授（2007年から准教授）、2018年4月から同大学教授。2002年から2007年まで芸大フィルハーモニアのソロコンサートマスターもつとめた。2009年から「びわこミュージックハーベスト」コーディネーター。俳優の児玉清と共に古典の日イメージ・キャラクターを務めている。

## 受賞歴
- 1991年 - 日本音楽コンクール入選
- 1992年 - プラハの春国際音楽コンクール・ヴァイオリン部門第1位、ヨセフ・スーク賞（審査委員長特別賞）
- 1996年 - ヨハン・ゼバスティアン・バッハ国際コンクールで1位なしの第2位、特別賞
- 1996年 - ポストバンク・スヴェーリンクコンクール第1位
- 1997年 - エリザベート王妃国際音楽コンクール第5位
- 1998年 - フォーバルスカラシップ・ストラディヴァリウス・コンクール第1位
- 2000年 - シベリウス国際ヴァイオリン・コンクール第2位
- 2002年 - 文化庁芸術祭音楽部門新人賞
- 2002年 - 関西クリティッククラブ奨励賞
- 2002年 - ABC音楽賞クリスタル賞
- 2009年 - 京都府文化賞奨励賞（2008年度[3]）
- 2013年 - 京都府あけぼの賞（平成25年度）

## 使用ヴァイオリン
- 1998年：フォーバルスカラシップ・ストラディヴァリウス・コンクールで第1位ストラディバリウス「レインヴィル（1697年製）」2年間無償貸与
- 2003年から現在：ストラディヴァリウス 「エクス・パーク (Ex.Park) (1717年製)」東京藝術大学所蔵 [4]